# Villino Levi

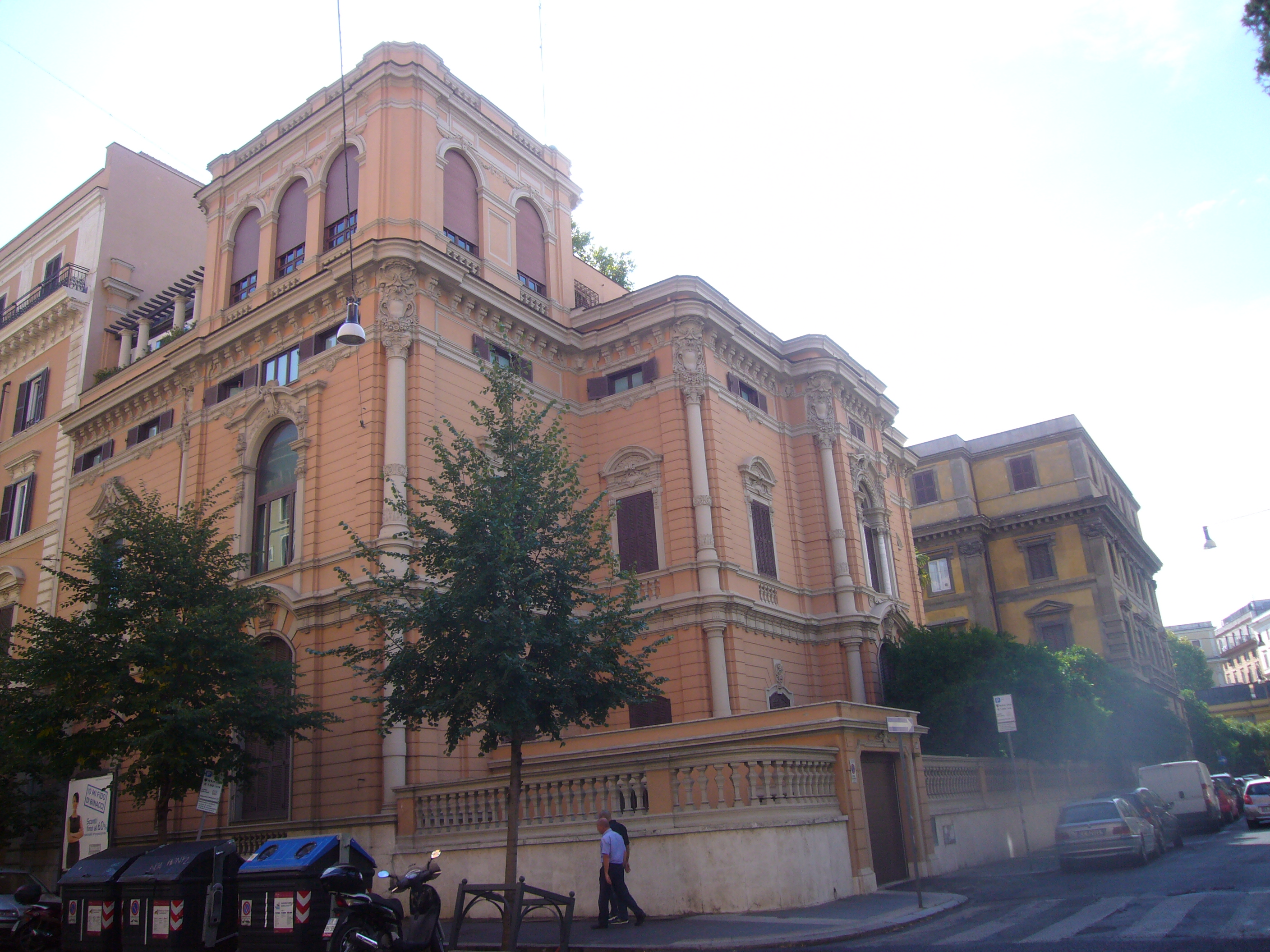
Vista do Villino Levi.

Villino Levi é uma pequena villa com um palacete eclético localizada na esquina da Via Boncompagni com a Via Nerva, no rione Sallustiano de Roma.

## História
Esta villa foi construída por volta de 1890 para o barão Giorgio Levi delle Trezze pela empreiteira de Zeffiro Rossellini com base num projeto de Augusto Giustini. Em 1905, o edifício foi ampliado pelo engenheiro Carlo Pincherle.
O barão, que era veneziano, e sua mulher, Xenia Poliakoff, que era russa, foram presos em 1944, deportados e morreram no campo de concentração de Auschwitz.

## Descrição
Em sua estrutura original, o palacete era composto por um corpo principal de forma aproximadamente cúbica, dois pisos e mais um ático. A partir dela se projetavam dois corpos avançados de um piso apenas na fachada norte (de frente para a Via Boncompagni e sul (de frente para o jardim), entre os quais se entediam dois terraços aos quais se chegava através do piso nobre do palacete. A reestruturação realizada por Pincherle se concentrou do lado norte e levou à construção de uma nova fachada de frente para a via que incorporou e aumentou a altura do corpo avançado, ligando-o ao edifício principal. Sobre ele foi construída uma torreta num novo terceiro piso.
Augusto Giustino modelou o projeto segundo os ditames de um faustoso rococó, cujas ricas e elaboradas decorações (cornijas marcapiano, molduras nas janelas, colunas, balaustradas, lógias) envolvem completamente o edifício. A extensão de Pincherle seguiu os mesmos ditames e hoje é praticamente indistinguível da construção original. Apenas a decoração da torreta parece um pouco mais simples.
A cerca de ferro forjado original que cercava o jardim foi substituída em algum momento por uma balaustrada vagamente inspirada na do terraço do corpo avançado do lado sul. Além disto, na esquina da Via Nerva com a Via Boncompagni foi construída uma garagem para automóveis. 